# Walter E. Scott

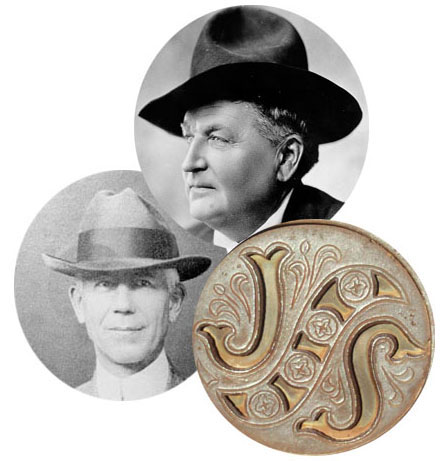
U góry Scotty. Poniżej Albert Johnson oraz emblemat na bramie Zamku uważany za symbol ich przyjaźni

Walter Edward Perry Scott (ur. 20 września 1872 w Cynthiana, zm. 5 stycznia 1954) – amerykański podróżnik, poszukiwacz złota, robotnik i naciągacz.

## Młodość
Urodził się w Cynthianie, stolicy hrabstwa Harrison stanu Kentucky. Tam spędził wczesne lata dzieciństwa. W wieku 11 lat wyprowadził się do swoich dwóch braci na ranczo w pobliżu Wells w hrabstwie Elko stanu Nevada. W 1884 roku po raz pierwszy odwiedził Dolinę Śmierci jako członek ekipy wyznaczającej granicę Kalifornii z Nevadą. W wieku 16 dołączył do Wild West Show Buffalo Billa jako kaskader. Przez następne 12 lat objechali Stany Zjednoczone i Europę.

## Kariera
Karierę na scenie zakończył w 1900 roku, gdy poślubił Ellę Josephine Milius w Nowym Jorku. Wtedy wyjechali do Cripple Creek w hrabstwie Teller stanu Kolorado. Walter bezskutecznie szukał złota. Gdy nie pozwolono mu powrócić do Wild West Show, namówił bogatego biznesmena z Nowego Jorku do sponsorowania fikcyjnej akcji wydobywczej złota. Przez dwa lata przesyłał informacje o stanie kopalni, lecz nigdy nie wysłał kruszcu. Gdy jego sponsor zainwestował ponad 5 tys. ówczesnych dolarów, Scott wsiadł do pociągu z torbą zawierającą złoty pył o wartości 12 tys. dolarów. Po przyjeździe do Nowego Jorku zaklinał się, że został obrabowany. W 1904 roku Scott opuścił swojego opiekuna i zajął się Albertem Johnsonem. W ciągu kilku miesięcy, nim podpisali kontrakt, wyłudził od niego ponad 4 tys. dolarów.
W latach 1905–1906 Scott kontynuował próby nabierania zamożnych ludzi do sponsorowania jego fikcyjnej działalności górniczej. Często odnosił sukces, mimo że potencjalni sponsorzy wysyłali własne komisje do stanów, w których rzekomo znajdowały się jego kopalnie. Używał podstępów, by nie zostać aresztowanym. 11 marca 1906 roku w zamieszkał w Seattle, stolicy stanu Waszyngton. Tam został zatrzymany. Odmówił przyznania się do zarzutów. Z powodu błędów proceduralnych zaniechano jednak jego oskarżenia. Był to początek końca kariery hochsztaplera, gdyż jego nazwisko stało się sławne w kręgach przemysłowców. Mimo to namówił Alberta Johnsona do inwestycji. Oficerowie śledczy ostrzegali Johnsona, że kopalnia nie istnieje, gdyż rok wcześniej dokładnie zbadali miejsce, gdzie miała się znajdować. Ten jednak nie uwierzył. Tymczasem Scott kradł rudę złota. W tym celu wydzierżawił kopalnię w górach Humboldt Mountains w stanie Nevada. W 1912 roku wrócił do Doliny Śmierci i ogłosił, że sprzedał kopalnię za 12 mln dolarów. Wtedy został pozwany przez swoich wierzycieli i osadzony w więzieniu.

## Zamek Scotty’ego
W 1915 Scott wyjechał do Twentynine Palms w hrabstwie San Bernardino stanu Kalifornia, by odpocząć od wszystkiego. Tam odwiedził go Johnson, który kupił Staininger Ranch w Grapevine Canyon i pozwolił mu tam zamieszkać. Scott natychmiast powrócił do swojej dawnej praktyki opowiadania o nieprzebranych złożach złota. W związku z tym Johnson zbudował willę w Dolinie Śmierci, którą szybko nazwano Zamkiem Scotty’ego. Kiedy przyjeżdżali goście, Scotty witał ich zawsze dając do zrozumienia, że to jego zamek, który zbudował za pieniądze z wydobytego złota. Nazwa pozostała, mimo że go nie zaprojektował, nie uczestniczył w budowie i nie wpłacił ani centa w tę inwestycję. Sam rzadko w nim mieszkał, na co dzień żył w pobliskim bungalowie na krawędzi doliny blisko Grapevine Springs. Jego żona i dziecko mieszkali wtedy w Reno.
W 1931 roku odkryto, że z powodu błędnych pomiarów Johnson nie był właścicielem ziemi, na której stoi Zamek. Skorygowano to cztery lata później, lecz jego firma był już na krawędzi bankructwa w związku z wielkim kryzysem. Pozwolił Scottowi żyć w Zamku dożywotnio. Posiadłość nigdy nie została całkowicie ukończona. Scott zmarł w niej 5 stycznia 1954 roku i został pochowany na pobliskim wzgórzu.